# Touit melanonotus
Il pappagallino dorsobruno (Touit melanonotus Wied, 1820) è un uccello della famiglia degli Psittacidi. Presenta taglia attorno ai 15 cm, nessun dimorfismo sessuale, colorazione generale verde con dorso e ali screziate di bruno ed evidenti segni neri su spalle e bordo ala. Le timoniere laterali sono rosse e una macchia brunastra compare nella zona periauricolare. Vive nel sud-est del Brasile, dove abita le foreste umide tra i 500 e i 1000 metri di quota e si sottopone a locali migrazioni stagionali che, occasionalmente, lo portano anche fino ai 1400 metri di altitudine.